# Goweroconcha wenda
Goweroconcha wenda är en snäckart som beskrevs av Tom Iredale 1944. Goweroconcha wenda ingår i släktet Goweroconcha och familjen Charopidae. Inga underarter finns listade i Catalogue of Life.